# Linearität
Diese Seite wird im Sinne der Richtlinien für Begriffsklärungen auf der Diskussionsseite des Wikiprojektes Begriffsklärungsseiten diskutiert. Hilf mit, die Mängel zu beseitigen, und beteilige dich an der Diskussion!
Hinweise zur Überarbeitung: Formatvorlage und FAQ.
(+)
Linearität (lateinisch linea „Linie“, linearis „aus Linien bestehend“) beschreibt zumeist eine geradlinige Beschaffenheit. In verschiedenen Bereichen hat der Begriff eine unterschiedliche, domänenspezifische Bedeutung.

## In Naturwissenschaft und Technik

### Allgemeine Definition
Linearität ist die Eigenschaft eines Systems, auf die Veränderung eines Parameters stets mit einer dazu proportionalen Änderung eines anderen Parameters zu reagieren. Diese allgemeine Definition trifft gleichermaßen für Mathematik, Naturwissenschaft und Technik zu. Ist sie nicht erfüllt, so spricht man von Nichtlinearität.
Bei genauerem Hinsehen wird Linearität jedoch in verschiedenen Bedeutungen verwendet. In den folgenden Kapiteln zu Physik, Chemie und Technik wird Linearität gemäß dieser Definition wie im Artikel lineare Funktion verwendet. Im Kapitel zur Systemtheorie wird Linearität – enger als in vorstehender Definition – auf die Proportionalität wie im Artikel lineare Abbildung eingeschränkt.

## In der Ethnosoziologie
Die Ethnosoziologie verwendet die Bezeichnung „Linearität“, um bzgl. der Abstammungsregeln zwischen linearer Verwandtschaft und kollateraler Seitenverwandtschaft zu unterscheiden: Linearität bezeichnet dabei die direkte Abstammung von Eltern, deren Eltern und so weiter, sowie die gesamte eigene Nachkommenschaft (gerade Linie), während Kollateralität die indirekte Verwandtschaft zwischen Geschwistern aller Generationen und deren Nachkommen bezeichnet (Seitenlinie).

## In der Geschichtsphilosophie
Die Geschichtsphilosophie unterscheidet verschiedene Ansätze zur Interpretation des geschichtlichen Verlaufs, darunter lineare Modelle, die von einem Anfang und einem Ende der Geschichte ausgehen. Zyklische Theorien hingegen legen der Geschichte ein Kreis- oder Spiralmodell zugrunde, während biologistische Ansätze die Entwicklung einzelner Gesellschaften in Analogie zu den verschiedenen Lebensaltern interpretieren. Das offene Modell schließlich interpretiert Geschichte als einen wesentlich undeterminierten Vorgang, der aufgrund seiner Komplexität nicht oder nur in kurzfristigen und klar umrissenen Kontexten vorherbestimmt werden kann.

## Bei Texten und Medien
Linearität von Texten beispielsweise in Büchern liegt vor, wenn diese in einer bestimmten, linearen Reihenfolge geschrieben und gelesen werden. Ausprägungen von Linearität bei Texten können sein:
- von Seite zu Seite, oder von Blatt zu Blatt
- von vorne nach hinten, oder von hinten nach vorne
- von Zeile zu Zeile, oder von Spalte zu Spalte
- von links nach rechts, oder von rechts nach links
- von oben nach unten, oder von unten nach oben

Dieser Linearität des Textes folgt die Bewegungsrichtung der Augen des Autors oder Lesers.
Moderne Medien wie das Internet erlauben mit Hilfe von Hypertext diese Linearität in bestimmten Bereichen aufzubrechen, indem Texte untereinander verlinkt werden und diesen so eine nichtlineare Komponente hinzugefügt wird. Die Linearität einzelner Abschnitte bleibt dabei zwar erhalten, der Leser bestimmt jedoch die Leserichtung durch Auswahl der ihn interessierenden Inhalte anhand der von Autoren gesetzten Hyperlinks und bewegt sich so nichtlinear durch die vorhandenen Medieninhalte.
Diese Non-Linearität von Hypertext gilt als wesentliches Element der Hypertext-Theorie.